# Municipio de Riverdale (Iowa)
El municipio de Riverdale (en inglés: Riverdale Township) es un municipio ubicado en el condado de Kossuth en el estado estadounidense de Iowa. En el año 2010 tenía una población de 239 habitantes y una densidad poblacional de 2,59 personas por km².

## Geografía
El municipio de Riverdale se encuentra ubicado en las coordenadas 42°57′6″N 94°15′58″O / 42.95167, -94.26611. Según la Oficina del Censo de los Estados Unidos, el municipio tiene una superficie total de 92.39 km², de la cual 92,39 km² corresponden a tierra firme y (0 %) 0 km² es agua.

## Demografía
Según el censo de 2010, había 239 personas residiendo en el municipio de Riverdale. La densidad de población era de 2,59 hab./km². De los 239 habitantes, el municipio de Riverdale estaba compuesto por el 97,91 % blancos, el 0,42 % eran de otras razas y el 1,67 % eran de una mezcla de razas. Del total de la población el 2,09 % eran hispanos o latinos de cualquier raza.